# Yvette Théraulaz
 (février 2020).
Pour les articles homonymes, voir Théraulaz.
Yvette Théraulaz née le 28 février 1947 à Lausanne, est une actrice et chanteuse suisse.

## Biographie
Yvette Théraulaz naît le 28 février 1947 à Lausanne, dans le canton de Vaud.
Après des études musicales, elle suit des cours à l'École romande d'art dramatique au Conservatoire de Lausanne, avec un diplôme en 1964 et un an chez Tania Balachova à Paris. Très rapidement, elle s'engage dans des aventures théâtrales qui ont une dimension sociale, voire politique.
À l'âge de 14 ans, elle a joué dans Sainte Jeanne des abattoirs de Bertolt Brecht, mise en scène par Benno Besson. Dès 18 ans et pour quelques années, elle joue au Théâtre Populaire Romand.
À l'âge de trente ans, elle fait ses débuts dans la chanson. Elle participe au festival de Bourges, en 1982 et 1986.
À la fois chanteuse, elle jongle avec théâtre musical et récitals. Comme comédienne, elle travaille en Suisse, en France et en Belgique. Comme chanteuse, elle fait des tournées en Suisse, France, Belgique, Allemagne, Pologne, Québec.
Dès le début des années 70, elle mène deux carrières de front : celle de comédienne et de chanteuse.

### Chanteuse
Elle travaille avec des musiciens et des musiciennes dont Daniel Perrin, Lee Maddeford , Dominique Rosset , Pierre-François Massy, Jean-François Mages,Pascal Auberson , Noémie Cotton, Megumi Tabuchi,, Anne Gillot, Chrystel Sautaux, François Allaz, Arthur Besson…
Elle fait de nombreuses tournées en France, Belgique, Québec, Pologne, Allemagne… Ses spectacles mêlant textes et chansons n’ont jamais changé de cap : elle parle, elle chante les femmes prises au piège d’une société patriarcale. Dans « Histoires d’elles » (2007) elle raconte en parallèle l’histoire de sa mère qui m’avait aucun droit et le combat collectif des femmes pour obtenir ces droits .( spectacle désigné par la critique comme l’un des meilleurs de la saison).« Ma Barbara » une conversation avec la chanteuse Barbara à la Comédie de Genève et au TKM à Lausanne : dramaturgie Stefania Pinnelli et David Deppierraz , scénographie David Deppierraz. Mise en scène Philippe Morand.Stefania Pinnelli et David Deppierraz furent ses fidèles collaborateurs pour de nombreux spectacles chantés.

### Comédienne
Son premier spectacle professionnel en 1961 est Sainte Jeanne des abattoirs de Bertholdt Brecht, sur une mise en scène par Benno Besson, au théâtre municipal de Lausanne. Elle participe à plusieurs aventures collectives. Au début des années 1960 avec le Théâtre populaire romand. À la fin de ces années 1960 avec le Centre dramatique de Lausanne. Puis le T’act groupe autogéré en Suisse romande. Elle poursuit des aventures collectives en France à Massily et dans les quartiers nord de Marseille avec Jean-Louis Hourdin en 1989 : Hurle France. Puis aux Fédérés à Montluçon avec Jean-Paul Wenzel au début des années 2000 avec deux pièces d’Edward Barker : Blessures au visage et L’Amour d’un Brave Type qui part en tournée en France est à la Comédie de Genève.
En 2002, elle joue Lioubov dans La Cerisaie d’Anton Tchekhov au Théâtre du Peuple à Bussang mise en scène par Jean-Claude Berutti. Celui-ci la dirige dans son spectacle musical À tu et à toi à la Comédie de Saint-Étienne eu au théâtre du Grütli à Genève. Elle soutiendra Martine Paschoud nommée directrice au théâtre Le Poche à Genève, l'une des premières femmes à diriger un théâtre en Suisse romande. Avec elle elle jouera Vera Baxter dans la pièce de Marguerite Duras Vera Baxter. Puis interprète le rôle-titre dans La Parisienne d’Henry Becque. Grâce à Martine Paschoud pendant son mandat au Poche, elle interpréte (entre autres rôles) Nora dans Une maison de poupée
, avec une mise en scène par Philippe Morand. Puis le rôle d’Émilie, dans Émilie ne sera plus jamais cueillie par l’anémone de Michel Garneau, mis en scène par Philippe Morand. Elle joue Madeleine dans Savanah Bay de Marguerite Duras, dans une mise en scène de Laurence Calame, puis Nuit d’orage sur Gaza ; de Joël Jouanneau avec Jacques Denis, avec une tournée en Belgique. Puis Credo d’Enzo Cormann, un seul en scène mise en scène par Armand Deladoey.
Dans les années 1980, elle travaille en Belgique avec Philippe van Kessel à l’atelier Sainte-Anne à Bruxelles, elle y joue Varia dans Les Estivants de Maxime Gorki et le rôle de la Mère dans Le Courage de ma mère de George Tabori au Théâtre national de Belgique. Au théâtre national de Belgique, en 2006 et au théâtre de Carouge près de Genève, elle joue sous la direction de Philippe Sireuil : Gourmisjkaïa dans La Forêt d’Alexandre Ostrovsky. Elle retrouve Joël Jouanneau au Festival d'automne à Paris pour jouer dans Les Enfants Tanner de Robert Walser au théâtre de la Bastille, puis en tournée : Genève , Montreuil et à Rome. Elle le retrouvera pour jouer La Générale dans L’Idiot de Dostoïevsky au théâtre de Vidy, puis au théâtre Seaux et dans d’autres villes, dont Strasbourg et Sartrouville.
En Suisse, elle sera fidèle à Anne Bisang pendant sa direction à la Comédie de Genève.

## Discographie
- 1978 : Fais attention !. Rééd. CD en 1993 avec 10 titres inédits
- 1981 : Petit enfant (live). Rééd. CD en 1993 avec 7 titres inédits
- 1984 : Amour brisé. Rééd. CD en 1993 avec 6 titres inédits
- 1991 : Tu es (live)
- 1992 : Rien ne me manque... sauf moi-même
- 1996 : À table ! (double CD live avec Pascal Auberson)
- 2001 : ...se faire horizon... (double CD live)
- 2005 : À tu et à toi (live)
- 2008 : Histoires d'elles
- 2011 : Comme un vertige
- 2013 : Les Années
- 2015 : Ma Barbara ( double CD live)
- 2020 : Histoires d'Ils ( double CD et DVD live)

## Spectacles chantés
De janvier 1977 jusqu'en 1991 plusieurs spectacles chansons -femmes  tournées en Suisse France Québec Belgique Allemagne  
- 1977 : Chansons femmes I - Fais attention spectacle musical présenté dès 1978 dans tous les cycles d’orientation à Genève
- 1977 : Chansons femmes II - Petit enfant
- 1977 : Chansons femmes III - Amour brisé
- 1977 : Chansons femmes IV - Je ne sais pas aimer
- 1980 : La Vie quotidienne Spectacle musical à partir de textes d’auteurs suisses choisis par Yvette Théraulaz et mis en musique par Jacques Siron et Michel Bastet
- 1991 : Rien ne me manque sauf moi-même mise en scène Joël Jouanneau créé au Festival du Belluard à Fribourg
- 1996 : À table avec Pascal Auberson
- 1999 : Se faire horizon mise en scène Anne-marie Delbart
- 2005 : À tu à toi mis en musique par Lee Maddeford et Bernard Amoudruz, mise en scène Jean-Claude Berutti et Daren Ross
- 2007 : Histoires d'elles mise en scène de Jean-Paul Wenzel
- 2011 : Comme un vertige Mise en scène François Gremaud
- 2013 : Les Années
- 2016 : Ma Barbara, conversation avec Barbara Mise en scène Philippe Morand Avec Lee Maddeford
- 2020 : Histoires d'Ils Avec Lee Maddeford Mise en scène Stefania Pinnelli Production Théâtre de Carouge
- 2022 : Le Chemin spectacle musical d’Yvette Theraulaz crée le 6 juillet 2022 à Poésie en Arrosoir à Cernier
- 2023 : Barbara et Brel Sophie Pasquet Racine, mise en scène - Christel Sautaux, musicienne - Sophie Pasquet Racine et Yvette Théraulaz -      dramaturgie et textes - Lee Maddeford, musicien arrangeur - Cie Horizon.

## Filmographie

### Cinéma
- 1969-1970 : La Bataillère et L’Hypothèque de Frédéric Gonseth
- 1978 : Odo toum, d’autres rythmes de Costa Haralambis
- 1979 : Les Petites Fugues d'Yves Yersin : la pompiste
- 1982 : Les Sept Vies d’Anne Cuneo d'Adrian Marthaler
- 1982 : Parti sans laisser d’adresse de Jacqueline Veuve
- 1985 : Les Poings fermés de Jean-Louis Benoît
- 1997 : Chronique de Pierre Maillard
- 2010 : Impasse du désir de Michel Rode
- 2014 : Hundekopftee de Marie-Catherine Theiler
- 2021 : Sur le pont de Sam et Fred Guillaume.
- 2022 : Colombine de Dominique Othenin-Girard
- 2024 : Laissez-moi de Maxime Rappaz

### Téléfilms
- 1969 : Vivre ici de Claude Goretta
- 1977 : L’avortement, reconstitution diffusée par “Tell Quel” avant la votation sur la solution dite “des délais”
- 1978 : Docteur Erika Werner de Paul Siegrist
- 1980 : Ce fleuve qui nous charrie de Raymond Vouillamoz
- 1982 : Merette réalisé de Jean-Jacques Lagrange
- 1989 : Les Estivants de Maxime Gorki réalisation Philippe Van Kessel
- 1990 : Les Enfants Tanner de Robert Walser réalisation Joël Jouanneau ARTE
- 2007 : Déchaînées Raymond Vouillamoz RTS

### Documentaires ou émissions lui étant consacrés
- 1981 : Portraits d’artistes suisses première demi-heure de “Dimanche soir” (RTS 18.10.1981)
- 1989 : Yvette Théraulaz entretien avec Jacques Huwiler, “Racines” (RTS – 18.02.1990)
- 1991 : Yvette Théraulaz. Comédienne chanteuse - portrait filmé (Plans-Fixes n° 1098)
- 1998 : Yvette Théraulaz invitée de “Zig Zag Café” (RTS diffusion les 14, 15, 16, 17.04.1998)
- 2001 : Portrait, Yvette Théraulaz. Chanteuse comédienne réalisé par Maurizio Giuliani et Serge Villat, en collaboration avec Philippe Lüscher à l’occasion de la remise du Prix de la Fête du Comédien au Théâtre du Grütli, à Genève
- 2003 : Entretien avec Mme Yvette Théraulaz, par Laure Speziali, “Racines” (RTS 12.10.2003)
- 2007 : Yvette Théraulaz interrogée par Raphaëlle Aellig, “Singulier” (RTS – 16.09.2007)
- 2018 : Toute une Vie de Romaine Jean RTS
- 2018 : Les 33 Contours de la chanson romande

## Théâtre
- 1961 : rôle d'une Salutiste dans Sainte Jeanne des Abattoirs de Bertolt Brecht, mise en scène de Benno Besson au Théâtre municipal de Lausanne
- 1962 : Roméo et Juliette de W. shakespeare théâtre municipal mise en scène Charles Apothéloz[1]
- 1965 : Jeunesse 65, création collective du Théâtre Populaire Romand (TPR), présentée auparavant dans cette version d’abord au Festival de Bourges
- 1966 : rôle d'Amalia, la femme du héros, dans Le Soleil et la Mort de Bernard Liègme, mise en scène de Charles Joris au Théâtre populaire romand[1]
- 1966 : rôle de l'institutrice Tatiana dans Les Petits Bourgeois de Maxime Gorki, mise en scène de Gaston Jung[1]
- 1969 : rôle de la princesse dans Le Prince travesti de Marivaux, mise en scène de Charles Joris au Théâtre populaire romand
- 1969 :  “Candidat 4” dans America Hurrah de Jean-Claude van Itallie mise en scène par Charles Apothéloz
- 1969 :  “Ordre et Désordre” à la place de la Palud à Lausanne, contre la censure par refus de subventionnement de deux               créations prévues par le CDR : La Clinique du Dr Helvetius de Michel Viala et Vietnam Diskurs de Peter Weiss
- 1969 : Reprend le rôle de “B” dans La Vie secrète de Leopold S… essai burlesque et création collective du TPR sur le thème de l’espionnage.
- 1969 : Cabaret 70 du TPR en chantant des chansons de l’Opéra de quat’sous de Bertolt Brecht / Weill
- 1970 : Création collective du Théâtre Populaire Romand, menée à partir d’animations dans les classes, Le Journal, service public-entreprise commerciale, spectacle destiné aux élèves adolescents
- 1970: La Double Migration de Job Cardoso de Pierre Halet, création par le TPR, mise en scène de Charles Joris

## Distinctions
- 1992 : Grand prix de la Fondation vaudoise pour la promotion et la création artistique
- 2001 : Prix du comédien, Théâtre du Grütli, Genève
- 2013 : Anneau Hans Reinhart Société Suisse du Théâtre / Plus haute distinction théâtrale nationale attribué à un artiste suisse
- 2018 : Prix culturel Leenaards de la Fondation Leenaards
- 2024 :  Prix Jacques Douai 2024